# Luján Argüelles
María Luján Argüelles Álvarez (nascuda a Salas, Astúries el 26 de gener de 1977) és una locutora radiofònica i presentadora de televisió espanyola. Ha treballat en diferents mitjans de comunicació d'Espanya.
Va començar la seva carrera mediàtica als 19 anys, mentre estudiava Història i Piano. Després de treballar a Radio Vetusta va decidir traslladar-se a Madrid i va fitxar per Onda Cero. Va estar a Protagonistas, amb Luis del Olmo, i després a La rosa de los vientos, amb Juan Antonio Cebrián. A partir de llavors, va passar a presentar programes de matinada. Va treballar a Esta noche o nunca, al costat de José Luis Salas, i en el programa Herrera en la Onda (el 2002 i 2003). Entre 2004 i 2008 va presentar i dirigir, a Onda Cero, el programa A ver si te atreves.
De 2003 a 2007 també va presentar La orilla, un programa d'estiu en substitució d'Arturo Valera. Així mateix va col·laborar en 7 días, 7 noches, dirigit per Teresa Viejo, a Antena 3, amb la secció Luján de lujo, i va presentar el concurs Asturias en 25 de Radiotelevisió del Principat d'Astúries. A finals de 2007 va presentar el programa de reportatges periodístics Punto Doc a Antena 3 en horari nocturn al costat de Pepón Nieto, Raúl Peña i Tristán Ulloa. Des de l'estiu de 2008 presenta el concurs Password, a la cadena Cuatro.
El gener de 2009 va estrenar, a la mateixa cadena, el programa Granjero busca esposa. El febrer de 2009 Password està entre els nominats als premis TP d'Or com a millor programa concurs.
Luján Argüelles, va rebre el dia 26 de setembre de 2009 el premi Antena de Oro, que atorga la Federació d'Associacions de Ràdio i Televisió d'Espanya, per la seva tasca com a presentadora del programa Password, i Granjero busca esposa de Cuatro.
Des del 8 de febrer fins al 12 de febrer de 2010 va presentar Lo que diga la rubia a la sobretaula de Cuatro.